# Gela Weigelt

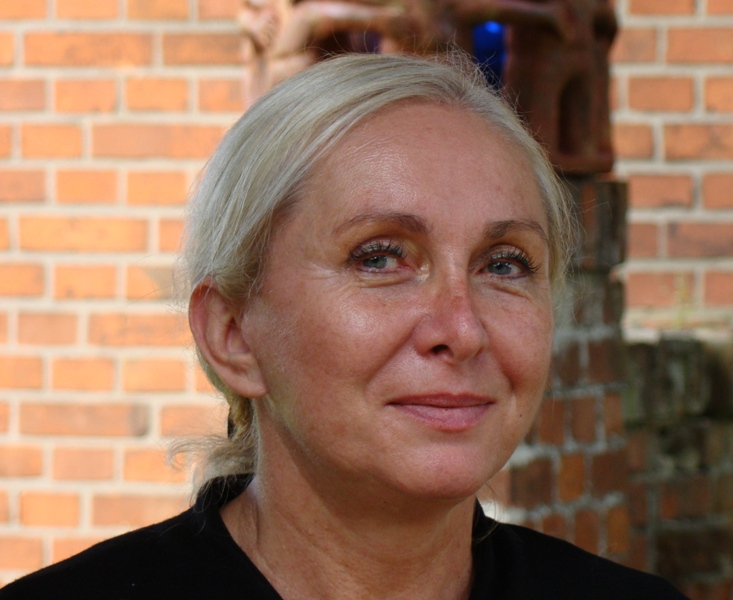
Gela Weigelt

Gela Weigelt  (* 12. März 1950) ist eine deutsche Psychologin, Pädagogin und Sachbuchautorin.

## Leben
Gela Weigelt wuchs in Norddeutschland auf, studierte in München und Hannover Philosophie, Psychologie und Pädagogik. Sie wurde 1987 an der jetzigen Leibniz-Universität in Hannover zum Dr. phil. promoviert. 1995 bekam sie eine Professur an der ehemaligen Evangelischen Fachhochschule Hannover.

## Lehre
Weigelt verbindet nach eigener Darstellung „Ansätze der westlich-idealistischen Philosophie (z. B. Berkeley, Schopenhauer, Hegel) mit östlichen Weisheitslehren (z. B. Advaita-Vedanta, Daoismus, Buddhismus), mit den neuen Erkenntnissen der Quantenphysik und der Neurowissenschaften“.

## Schriften
- QuantenCoaching: Person, Philosophie & Physik, Norderstedt 2004 ISBN 3-8334-0825-1
- Quantensprünge des menschlichen Bewusstseins. Vom Ego zum Ich-bin, 2008, Verlag Via Nova, ISBN 3-86616-101-8, Petersberg 2008
- Tore zum transpersonalen Bewusstsein. In der Welt sein, aber nicht von der Welt sein, 2009, Verlag Via Nova, ISBN 978-3-86616-148-1
- Dem Geheimnis der Gedanken auf der Spur. Das Gehirn wächst mit seinen Herausforderungen, 2011, Verlag Via Nova, ISBN 978-3-86616-191-7, Petersberg 2011
- Das Universum. Was Sie schon immer über Gott und die Welt wissen wollten, 2012, Books on Demand, ISBN 978-3-8482-2286-5, Norderstedt 2012 eingeschränkte Vorschau in der Google-Buchsuche
- Ich bin das Licht der Welt. Meine Gespräche mit Gott, 2015, Books on Demand, ISBN 978-3734726811, Norderstedt 2015